# 엘에스코리알 (마드리드주)

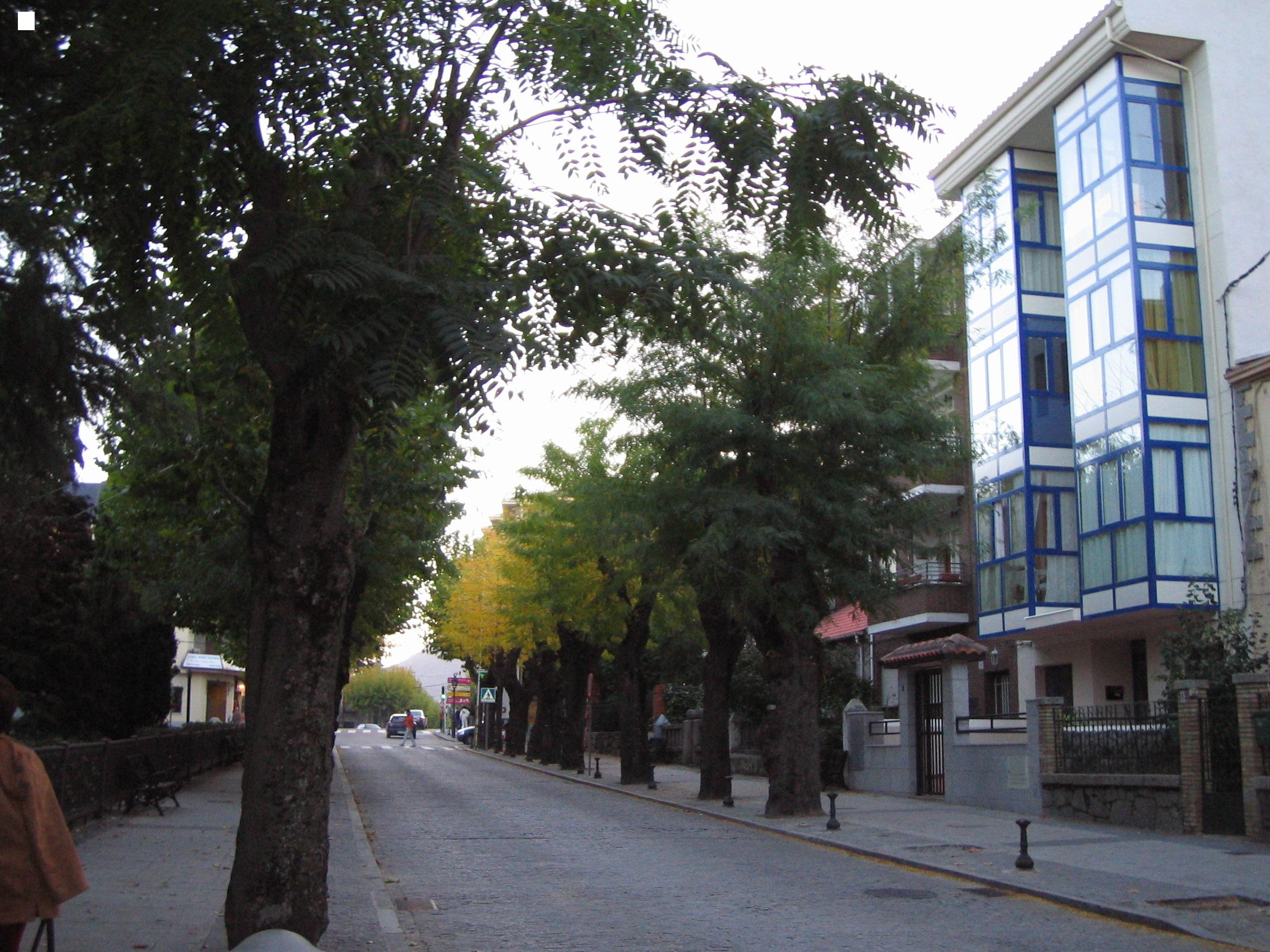
엘에스코리알

엘에스코리알(El Escorial)은 스페인 마드리드주의 자치체로, 인구는 14,979명이다.